# همت‌آباد علیا
همت‌آباد علیا، روستایی است از توابع بخش شهداد شهرستان کرمان در استان کرمان ایران.

## جمعیت
این روستا در دهستان تکاب قرار داشته و براساس آخرین سرشماری مرکز آمار ایران که در سال ۱۳۸۵ صورت گرفته، جمعیت آن ۳۱۷نفر (۷۴خانوار) بوده‌است.